# Route 191 (Québec)
Pour les articles homonymes, voir Route 191.
La route 191 (R-191) est une route nationale québécoise d'orientation nord / sud située sur la rive sud du fleuve Saint-Laurent. Elle dessert la région administrative du Bas-Saint-Laurent.

## Tracé
La route 191 débute à la sortie 93 de l'A-85 à Rivière-du-Loup et contourne la ville par l'est pour aller rejoindre la route 291. Après avoir formé un multiplex de 5 km avec cette route, la route 191 bifurque vers le nord-ouest et se termine sur l'A-20 à Cacouna. Il est toutefois possible d'aller rejoindre la route 132 située à quelques kilomètres plus au nord en poursuivant sa route sur la rue de l'Église, mais cette rue ne fait pas partie de la route 191. Elle sert essentiellement de voie de contournement à la ville de Rivière-du-Loup pour le trafic entre le Nouveau-Brunswick et l'est du Québec.

## Localités traversées (du sud au nord)
Liste des municipalités dont le territoire est traversé par la route 191, regroupées par municipalité régionale de comté.

### Bas-Saint-Laurent
Rivière-du-Loup
- Rivière-du-Loup
- Cacouna

## Intersections majeures
| MRC                     | Municipalité    | km    | Destinations                       | Notes                                    |
| ----------------------- | --------------- | ----- | ---------------------------------- | ---------------------------------------- |
| Rivière-du-Loup         | Rivière-du-Loup | 0,00  | A-85 sud – Nouveau-Brunswick       | Sortie 93 de l'A-85                      |
| Rivière-du-Loup         | Rivière-du-Loup | 0,00  | A-85 nord vers A-20 ouest – Québec | Sortie 93 de l'A-85                      |
| Rivière-du-Loup         | Rivière-du-Loup | 6,90  | R-291 nord – Rivière-du-Loup       | Terminus sud du multiplex avec la R-291  |
| Rivière-du-Loup         | Cacouna         | 11,70 | R-291 sud – Saint-Arsène           | Terminus nord du multiplex avec la R-291 |
| Rivière-du-Loup         | Cacouna         | 13,40 | A-20 – Rivière-du-Loup, Rimouski   | Sortie 514 de l'A-20                     |
| - Terminus de multiplex |                 |       |                                    |                                          |